# Neurolingvistické programování
Neurolingvistické programování (zkráceně NLP, někdy také neurolingvistická psychoterapie) je psychoterapeutická metoda vyvinutá matematikem, programátorem a psychologem Richardem Bandlerem a lingvistou Johnem Grinderem (který na bakalářské úrovni získal ještě diplom z psychologie) v 70. letech 20. století na Kalifornské univerzitě v Santa Cruz. Autoři se odvolávají na systémovou teorii či kybernetiku (například Gregory Batesona), jazykovědu (Alfreda Korzybskeho či Noama Chomskeho) a vycházejí zejména ze systemické či ericksonovské terapie a ze soustavných pozorování terapeutické práce Miltona Ericksona, Virginie Satirové a Friedricha Perlse.
Principy NLP nebyly ověřeny kontrolovanými studiemi a metoda je tak označována za pseudovědu a kritizována v akademickém prostředí.
Původně psychoterapeutický systém získal vlivem komerční reklamy rozšíření též v Evropě (nejprve zejména v Německu a Rusku). Mimo psychoterapii pronikl i do výcviku manažerů, obchodníků, konzultantů, tvůrců reklam a dalších profesionálů, kteří potřebují zdokonalit své komunikační schopnosti s lidmi, včetně vojáků a policistů[zdroj?]. Techniky NLP jsou také používány pro psychickou přípravu sportovců[zdroj?] (např. golfista Tiger Woods, tenisté Serena Williams, Andre Agassi, z týmových sportů bývají zmiňováni L.A. Kings a některé kluby anglické Premier league: Manchester United a další). Celosvětově se myšlenky a techniky NLP rozšířily i díky tzv. „business guruům“ a „self-help“ autorům, jakými jsou např. Anthony Robbins, nebo Paul McKenna[zdroj?].

## Název a vznik metody
Richard Bandler a John Grinder se při sumarizaci svých výzkumů modelů chování, myšlení a komunikace rozhodli použít poněkud složitý název, který již ve 30. letech 20. století použil význačný filozof a zakladatel obecné sémantiky Alfred Korzybski (jehož prací byli ostatně ovlivněni):
- neuro- označuje smyslové orgány – svět vnímáme právě smysly;
- lingvistické označuje řeč – vnímané a prožívané je organizováno, uchováno a předáno právě pomocí jazyka;
- programování znamená opakující se vzorce vnímání, myšlení a cítění, naše vědomé i nevědomé plánování situace na základě jazykového zhodnocení vnímané situace.[3][4]

Zakladatelé svou metodu zveřejnili v knize The Structure of Magic (Struktura magie) v roce 1975 poté, co zkoumali a analyzovali původní hypnoterapeutickou metodu Miltona Ericsona v knize Patterns of hypnotic techniques of Milton H. Ericson (Vzorce hypnotických technik Miltona H. Ericsona), vydanou krátce předtím v témže roce. Kromě rozvoje vlastní teorie se na úrovni postupů snažili o pragmatický přístup k modelování práce tří úspěšných psychoterapeutů – Virginie Satirové, Miltona H. Ericksona a Fritze Perlse. Cílem bylo zjistit, proč byly tyto tři osobnosti úspěšnější než jejich kolegové. Teoretické základy jsou postaveny na pracích, které se týkají těchto tří zkoumaných osobností a disciplínách zkoumajících jazyk a mysl, včetně psychologie, lingvistiky a kognitivní teorie.

## Základní myšlenka
Základní myšlenka tkví v tom, že v naší mysli si vytváříme jakési vnitřní mapy (někdy též smyslové mapy, neuromapy), které předcházejí řeči (i vnitřní) a tedy i aktivitě s ní spojené. Ačkoliv je tento model výrazně zjednodušený, jeho význam tkví v upozornění na algoritmickou posloupnost smyslové vnímání - jazykové zpracování - naše chování. Přitom jazykové zpracování nemusí být jen vnitřní řeč, může jít i o slova, která nám bezděky vyvstanou při určitých podnětech a která bez rozmyslu vyslovíme.
Tyto vnitřní mapy mohou mít různý charakter, označovaný jako smyslová modalita. Podle původní teorie může člověk být typ:
- Spíše vizuální, tedy výrazně obrazově zaměřený. Tento člověk si pamatuje spíše obrazy, v knize si pamatuje pozici a tvar napsaných slov.
- Spíše auditivní, který si pamatuje zvuky, melodie, dává přednost přednášce před četbou učebnice.
- Nebo spíše kinestetický (někdy též procesuální či pocitový), který upřednostňuje prožívání v sobě, pamatuje si vlastní emoce a pocity, doteky.

Protože podoba vnitřní mapy definuje zpětně způsob vyjadřování, v případě vzájemné komunikace výrazně typově odlišných osob může docházet k nedorozuměním a potížím, které se právě neuropsychologická terapie snaží odstraňovat. Lze ji proto řadit ke komunikačním terapiím a například škole z Palo Alta. Požadavek na výsledek psychoterapie bývá občas označován jako potřeba společného naladění. Jiný postup využívaný v klasické NLP je pak například přerámování, který spočívá v popsání situace jinými slovy, která nejsou pro komunikačního partnera ohrožující, urážlivá apod.
NLP občas bývá definováno jako „studie struktury subjektivní zkušenosti“, která se zaměřuje na vzorce, neboli „programy“, vytvořené interakcí mezi mozkem, jazykem a tělem. Z pohledu NLP tato interakce produkuje jak efektivní, tak neefektivní chování a je zodpovědná za procesy, které dávají za vznik jak rysům dokonalosti, tak rysům patologickým. Mnohé z těchto dovedností a technik NLP byly odvozeny z „pozorování vzorců mistrovského chování u expertů v různých oborech profesionální komunikace včetně psychoterapie, byznysu, hypnózy, práva a vzdělávání“.

## Metoda

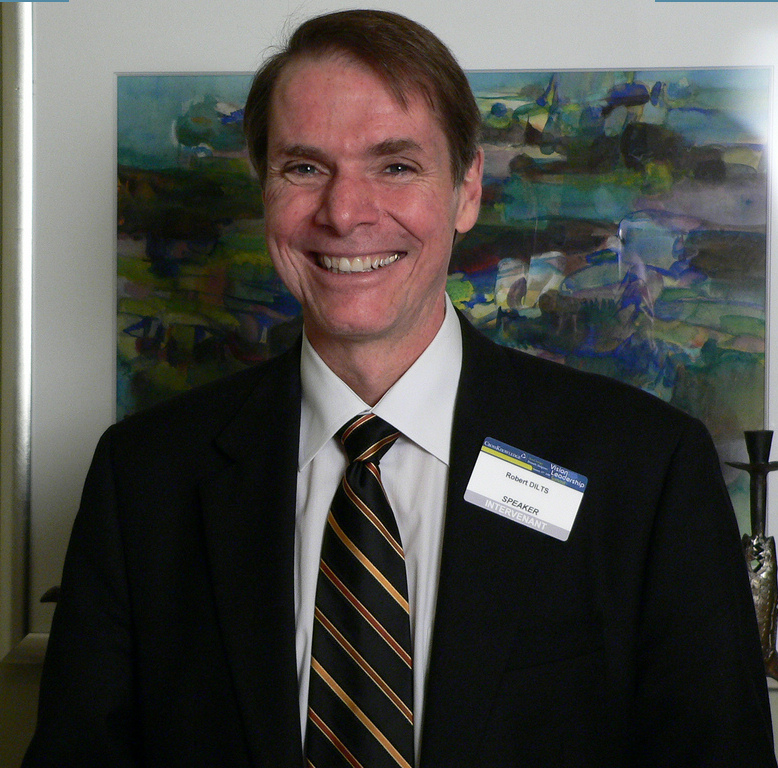
Robert Dilts, jeden z propagátorů neurolingvistického programování

NLP využívá kromě již zmíněného přerámování a společného ladění různé typy podmiňování myšlenek na různé tělesné a pohybové stimuly. Komplexní představa se například podmiňuje na sevření ruky v pěst, které pak zpětně v případě potřeby tuto představu vyvolává v okamžicích, kdy člověk potřebuje vyřešit úkol, zbavit se nepříjemných pocitů apod. Z Ericsonovské hypnoterapie si pak autoři vypůjčili vylaďování na klientovy pocity a ericsonovské hypnózy (tedy hypnózy bez tradičních hypnotizačních postupů, u které se také v průběhu netestuje hloubka hypnózy).
Praktická cvičení se napřed také často zaměřují na sledování očních pohybů, která mají odpovídat určité kvalitě vjemů, myšlenek či představ - tedy v zásadě tomu, který smyslový kanál je právě dominantní. Robert Dilts, jeden z předních NLP-psychoterapeutů, dokonce tvrdí, že pomocí sledování očních pohybů a jazyka může neurolingvistický psychoterapeut odhadovat a jejich změnou též formovat něčí myšlení, cítění či pocity.

## Aplikace metody v dnešní době
Existuje řada variant a možností použití NLP. Je pořádáno mnoho seminářů a workshopů, bylo vydáno množství knih a audio programů. Také existují velké rozdíly v hloubce, šířce a kvalitě různých školení. Je těžké NLP jednoduše definovat, ale existují určité společné principy a postuláty. Obecně se NLP snaží o zvýšení možností a flexibility jedince.
V důsledku působení alternativních psychologických směrů došlo časem též ke zkreslení a zjednodušení původní teorie. Tato zjednodušená verze se pak stává terčem kritiky, například Jiří Heřt uvádí, že „centrální představou neurolingvistického programování je to, že každý člověk se řídí jen jedním, reprezentativním smyslem, např. zrakovými nebo jen sluchovými vjemy, ale ne vždy je to ten nejvhodnější smysl”.

## Kritika
Neurolingvistické programování bývá občas terčem kritiky, ačkoliv třeba britská Neuro-Linguistic Psychotherapy and Counselling Association je členem asociace UK Council for Psychotherapy. Na druhou stranu podle průzkumu, kterou mezi 101 členy Americké psychologické společnosti provedl John Norcross a kol., jej více než polovina považuje za spíše zpochybněnou metodu léčby. Toto hodnocení však bylo závislé na teoretické orientaci respondentů a sami autoři studie uvádějí, že výběr těchto expertů převážně z řad editorů psychologických časopisů nemusel být reprezentativní a v příštích výzkumech by bylo lepší začlenit více expertů i z praxe.
V minulosti byla někdy napadána úspěšnost této terapeutické metody. Neshody mezi odborníky mohou však být zapříčiněny tím, že se výzkumné studie týkají odlišných aplikací NLP. Na začátku osmdesátých let tak byla terapie založená na NLP oslavována jako účinná, kdežto později byl zase terapeutický přínos vyvrácen a ke zpochybnění dochází i vlivem toho, že se názvem „neurolingvistické programování“ zaštiťují nejrůznější alternativní směry.
Podle Jiřího Heřta je pak celá metoda neurolingvistického programování založena na chybných, nebo dokonce vyvrácených předpokladech, a její účinnost nikdy nebyla potvrzena experimentálními studiemi. Tomu však odporují studie prokazující souvislost očních pohybů s typem smyslové preference, například výzkum Toseyho a Mathisona podporující validitu metody. Jiné výzkumy provedené výzkumným týmem Daniela Druckmana však pro toto tvrzení nacházejí „malé, ne-li žádné důkazy“. Podle Jiřího Heřta bývá neurolingvistické programování označováno jako pseudovědecké jak svou charakteristikou, tak svým názvem, ba i konceptem a terminologií. Spor o vědeckost teoretického směru i praktické psychoterapeutické metody tedy není možné jednoznačně rozhodnout.

### Potíže s názvem metody
Podle Z. Vybírala nebyl původní název metody zvolen zcela vhodně. Termín měl zdůraznit zapojení smyslů při tvorbě řeči, neměl odkazovat na neurologii či neurovědy. Stejně tak programování mělo označovat sled procesů, nikoliv jakési „přeprogramování“ lidské psychiky. V poslední době se ostatně v Americe občas používá označení neurolingvistická psychoterapie pro odlišení od současných esoterických směrů. Ostatně i John Grinder vyjadřuje politování nad popularizací své metody a důsledně odlišuje svou původní psychoterapeutickou metodu od novějších alternativních přístupů pod stejným názvem. Dnes je proto složité oba přístupy odlišit a laikovi mohou připadat podobné.
V posledních letech[kdy?] se termínem NLP, zřejmě vlivem jeho odborně znějícího názvu a též skutečnosti, že název není chráněn ochrannou známkou, někdy zaštiťují tzv. „alternativní“ a pseudovědecké přístupy: esoterika, hnutí New Age apod., u nás například Spirituální NLP provázané čakrami.
Z této nejasnosti pojmu pak pramení velká část vědecké kritiky.